# Lepidopilum mosenii
Lepidopilum mosenii är en bladmossart som beskrevs av Brotherus 1895. Lepidopilum mosenii ingår i släktet Lepidopilum och familjen Daltoniaceae. Inga underarter finns listade i Catalogue of Life.